# العلاقات البليزية السيشلية
العلاقات البليزية السيشلية هي العلاقات الثنائية التي تجمع بين بليز وسيشل.

## مقارنة بين البلدين
هذه مقارنة عامة ومرجعية للدولتين:
| وجه المقارنة                                              | بليز         | سيشل                                                |
| --------------------------------------------------------- | ------------ | --------------------------------------------------- |
| المساحة (كم2)                                             | 22.97 ألف    | 459                                                 |
| عدد السكان (نسمة)                                         | 374.68 ألف   | 95.84 ألف                                           |
| الكثافة السكانية (ن./كم²)                                 | 16.31        | 20.88 ألف                                           |
| العاصمة                                                   | بلموبان      | فيكتوريا                                            |
| اللغة الرسمية                                             | لغة إنجليزية | لغة فرنسية، لغة إنجليزية، اللغة الكريولية السيشيلية |
| العملة                                                    | دولار بليزي  | روبية سيشلية                                        |
| الناتج المحلي الإجمالي (بليون دولار)                      | 1.84 مليار   | 1.49 مليار                                          |
| الناتج المحلي الإجمالي (تعادل القوة الشرائية) بليون دولار | 3.05 مليار   | 2.54 مليار                                          |
| الناتج المحلي الإجمالي الاسمي للفرد دولار أمريكي          | 4.88 ألف     | 15.48 ألف                                           |
| الناتج المحلي الإجمالي للفرد دولار أمريكي                 | 8.42 ألف     | 26.42 ألف                                           |
| مؤشر التنمية البشرية                                      | 0.715        | 0.772                                               |
| رمز المكالمات الدولي                                      | +501         | +248                                                |
| رمز الإنترنت                                              | .bz          | .sc                                                 |
| المنطقة الزمنية                                           | 00           | ت ع م+04:00                                         |

## منظمات دولية مشتركة
يشترك البلدان في عضوية مجموعة من المنظمات الدولية، منها:
| علم المنظمة | اسم المنظمة                                 | تاريخ انضمام بليز | تاريخ انضمام سيشل |
| ----------- | ------------------------------------------- | ----------------- | ----------------- |
|             | يونسكو                                      | 10 مايو 1982      | 18 أكتوبر 1976    |
|             | وكالة ضمان الاستثمار متعدد الأطراف          | 29 يونيو 1992     | 15 سبتمبر 1992    |
|             | الأمم المتحدة                               | 25 سبتمبر 1981    | 21 سبتمبر 1976    |
|             | مجموعة دول أفريقيا والكاريبي والمحيط الهادئ | ?                 | ?                 |
|             | دول الكومنولث                               | ?                 | 1976              |
|             | الفريق المعني برصد الأرض                    | ?                 | ?                 |
|             | الاتحاد البريدي العالمي                     | ?                 | ?                 |
|             | البنك الدولي للإنشاء والتعمير               | 19 مارس 1982      | 29 سبتمبر 1980    |
|             | الاتحاد الدولي للاتصالات                    | 16 ديسمبر 1981    | 17 سبتمبر 1999    |
|             | منظمة حظر الأسلحة الكيميائية                | ?                 | 29 أبريل 1997     |
|             | مؤسسة التمويل الدولية                       | 19 مارس 1982      | 11 يونيو 1981     |
|             | تحالف الدول الجزرية الصغيرة                 | ?                 | ?                 |
|             | منظمة الشرطة الجنائية الدولية               | ?                 | 1 سبتمبر 1977     |

## وصلات خارجية
- موقع وزارة الخارجية البليزية
- موقع وزارة الخارجية السيشلية